# EUR-Lex
EUR-Lex est un site web « portail » permettant « l'accès au droit de l'Union européenne ». Les informations du site sont disponibles publiquement et gratuitement dans l'ensemble des langues officielles de l'Union européenne.
On y retrouve notamment le Journal officiel de l'Union européenne, les traités, la législation, la jurisprudence et les « actes préparatoires de la législation ». Un bulletin d'informations est aussi publié régulièrement.
Le site est mis à jour quotidiennement. Au 17 mai 2023, on y recense 2 815 000 documents en texte intégral ; sa base de données est enrichie d'environ 12 000 documents par an. Les documents les plus anciens référencés sur le site remontent à 1951.
EUR-Lex est une des branches du portail de l'Union: europa.eu. Son équivalent français est le site Légifrance.

## Histoire
Le traitement de données des textes juridiques à la Commission européenne débute dans les années 1960, au moyen de cartes perforées. Un système est développé afin d’établir des liens entre les documents et de les analyser pour extraire et réutiliser des métadonnées et faciliter les recherches.
Au fil des années, ce système se développe à mesure que la Commission européenne collabore avec les autres institutions européennes et que la construction européenne progresse. Il est nommé CELEX (Communitatis Europae Lex) et devient rapidement un outil interinstitutionnel très utilisé.
Initialement réservé à un usage interne aux institutions européennes, le système est peu à peu ouvert au public, y compris en proposant du contenu sous licences commerciales via des entreprises privées. Finalement, en 1997, l’Office des publications de l’Union européenne met en ligne une version internet, nommée EUR-Lex.
Le site internet EUR-Lex est ouvert au public en 2001. CELEX continue à exister en tant que base de données séparée jusqu’en 2004, date à laquelle les deux services fusionnent et deviennent totalement gratuits.
La nouvelle version d’EUR-Lex lancée en 2004 répond aux besoins liés aux élargissements de l’Union européenne et intègre les avancées technologiques dans les domaines du traitement des données et d’internet. En 2014, le site connaît une nouvelle refonte majeure, incluant une nouvelle base de données nommée « CELLAR ».
« CELLAR » regroupe tout le contenu numérique et toutes les métadonnées gérés par l’Office des publications de manière standardisée et harmonisée.

## Contenu
EUR-Lex est disponible dans les langues officielles de l’Union européenne. La disponibilité linguistique des documents dépend des langues officielles en vigueur au moment de leur adoption.
Quand un nouveau pays devient membre de l'Union européenne, la législation de l'Union en vigueur à la date d’adhésion et tous les documents adoptés par la suite, sont traduits dans la langue du pays et publiés sur EUR-Lex.
En revanche, les documents abrogés ou qui ne sont plus en vigueur avant la date d'adhésion, ne sont pas disponibles dans la langue du nouveau pays membre.
L’irlandais (GA) est une langue officielle de l’UE depuis le 1er janvier 2007. Cependant, pour des raisons pratiques et à titre transitoire, les institutions de l'Union n’étaient pas liées par l'obligation de rédiger ou de traduire en irlandais l'intégralité des actes, y compris les jugements de la Cour de justice. Cette dérogation a pris fin le 1er janvier 2022.
Chaque document (et chaque version linguistique) constitue une partie unique de la base de données d'EUR-Lex. Le contenu de celle-ci a été regroupé au sein de douze secteurs. Chaque secteur est représenté par un chiffre ou une lettre: 
| 1 - Traités                  | 2 - Accords internationaux | 3 - Actes juridiques                                      | 4 - Législation complémentaire                                           |
| 5 - Documents préparatoires  | 6 - Jurisprudence          | 7 - Mesures nationales de transposition                   | 8 - Références à la jurisprudence nationale concernant le droit européen |
| 9 - Questions parlementaires | 0 - Textes consolidés      | C - Autres documents publiés au Journal officiel, série C | E - Documents de l’AELE                                                  |

### Le Journal officiel de l’Union européenne
Le Journal officiel de l'Union européenne (JO) est publié en ligne sur EUR-Lex à partir de 1998. Depuis le 1er juillet 2013, seule l'édition électronique du Journal officiel (JO en ligne) fait foi et produit des effets juridiques. Une signature électronique avancée garantit l'authenticité, l'intégrité et l'inaltérabilité de l'édition électronique du Journal officiel.
Une version papier, ne faisant pas foi, peut encore être obtenue mais seulement sur demande.
Toutes les éditions du Journal officiel, depuis la première datant de 1952, sont facilement accessibles sur EUR-Lex.

### Le droit de l’Union européenne
EUR-Lex donne accès aux traités européens, aux actes juridiques qui en découlent ainsi qu’aux textes consolidés. La consolidation consiste à combiner un acte initial et toutes ses modifications et rectifications ultérieures en un seul document. Les textes consolidés n’ont qu’une valeur de documentation. Ils n'ont aucune valeur juridique.
EUR-Lex contient également les titres et (s’ils sont disponibles) les textes des mesures adoptées par les États membres de l’UE pour transposer des actes de l’UE dans leur droit national.

### Documents préparatoires et procédures d’élaboration de la législation
EUR-Lex donne accès à des documents préparatoires précédant l’adoption d’actes juridiques, tels que les propositions législatives, les rapports, les livres blancs et verts, etc. Certaines propositions ne dépassent pas le stade préparatoire mais sont tout de même consultables.
Les procédures d’adoption d’un acte juridique sont représentées sous la forme d’une frise chronologique et/ou d’une liste chronologique des différentes étapes de la procédure. Ces représentations graphiques permettent l’accès aux documents adoptés au cours de la procédure.

### La jurisprudence de l’Union
Ces documents adoptés par la Cour de justice de l'Union européenne, comprennent entre autres les jugements, les ordonnances, les décisions préjudicielles ainsi que les avis des avocats généraux.

### Autres types de documents
EUR-Lex donne également accès aux accords internationaux conclus par l’UE, aux questions parlementaires (jusqu’en 2014), aux actes adoptés par les institutions de l’AELE (y compris les actes de la Cour de Justice et de l'Autorité de surveillance de l’AELE), à la jurisprudence JURE, à la jurisprudence nationale et aux références à la jurisprudence nationale dans le domaine du droit de l’Union européenne et à d’autres documents publics.

## Numéro CELEX et autres identifiants

### Numéro CELEX
Le numéro CELEX est un identifiant unique attribué à la plupart des documents d’EUR-Lex. Il est indépendant de la langue du document et se compose généralement des éléments suivants : 
- le numéro du secteur du document ;
- quatre chiffres pour l'année de publication du document ;
- une ou deux lettres pour le type de document ; et
- deux à quatre chiffres pour le numéro du document.

Par exemple : le numéro CELEX de la directive 2012/19/EU relative aux déchets d'équipements électriques et électroniques est 32012L0019 (3 est le secteur « actes juridiques »; 2012 indique l'année de publication dans le JO ; L représente les directives de l'UE et 0019 indique le numéro sous lequel la directive a été publiée dans le JO).

### Identifiant ECLI
ECLI (European Case Law Identifier - Identifiant européen de la jurisprudence) a été introduit par les conclusions du Conseil (2011/C 127/01) indiquant que : « Pour l'identification de décisions judiciaires, il convient d'utiliser un identifiant standard qui soit reconnaissable, lisible et compréhensible pour les hommes et les ordinateurs ». Les identifiants ECLI peuvent être utilisés pour rechercher des documents sur EUR-Lex.

### Identifiant ELI
EUR-Lex permet également de rechercher des documents en utilisant ELI (European Legislation Identifier - Identifiant européen de la législation), introduit par les conclusions du Conseil du 10 octobre 2012 (2012/C 325/02).

## Fonctionnalités

### Recherche
Les documents peuvent être trouvés via un moteur de recherche (IDOL, développé par HP Autonomy) en utilisant différents formulaires de recherche. Il est possible d'effectuer des recherches basées sur les références des documents, des dates, du texte et une multitude de métadonnées. Les utilisateurs enregistrés ont la possibilité d'utiliser la recherche en mode expert et ainsi d'utiliser les opérateurs booléens.

### Affichages des textes et formats
Les textes et leurs métadonnées peuvent être récupérés, affichés et téléchargés dans différents formats (html, pdf, xml). Pour travailler simultanément avec plusieurs versions linguistiques, les utilisateurs peuvent utiliser l'affichage multilingue. Cette fonctionnalité est particulièrement utile dans les domaines de la traduction et de la linguistique.

### Recherches et sauvegarde des documents
Les utilisateurs enregistrés peuvent sauvegarder les documents et les recherches dans leur compte EUR-Lex, créer des profils de recherche et leurs propres flux RSS basés sur des documents, des procédures et des recherches sauvegardés.

### Préférences
Les utilisateurs enregistrés ont accès à de nombreux paramètres pour personnaliser leur expérience sur le site.
| Fonctionnalité                                                          | Utilisateur non enregistré  | Utilisateur enregistré                                      |
| Recherche simple et avancée                                             | OUI                         | OUI                                                         |
| Recherche en mode expert (Opérateurs booléens, options supplémentaires) | NON                         | OUI                                                         |
| Recherches et documents sauvegardés                                     | NON                         | OUI (sauvegardés dans le compte)                            |
| Préférences pour le site, la recherche et l'export                      | NON                         | OUI                                                         |
| Flux RSS                                                                | OUI (prédéfinis uniquement) | OUI (personnalisés en fonction des recherches sauvegardées) |

## Évolutions
Le site est géré par l'Office des publications officielles de l'Union européenne. En 2014, le portail EUR-Lex a été modifié de manière importante. Durant cette modification, il a coexisté avec un autre portail appelé New EUR-lex.

## Accès au droit national des états membres (N-Lex)
Le site N-Lex est un point d’accès commun au droit national de chaque état membre de l’Union européenne. C’est une interface entre les utilisateurs et les bases de données des législations nationales.